# 新見市長選挙
新見市長選挙 (にいみしちょうせんきょ) は、地方公共団体 の新見市（岡山県）の首長たる新見市長を選出する選挙である。

## 概要
2005年3月、当時の新見市、阿哲郡の大佐町・神郷町・哲多町・哲西町が合併し、新・新見市が誕生した。
合併後初めての選挙は、旧新見市長の石垣正夫と旧大佐町長の梅田和男の一騎打ちとなり、激戦の末に300票差で石垣が制した。
2009年の選挙も、石垣と梅田の戦いとなったが、前回よりも票差を伸ばした石垣が再選を果たした。
2013年の選挙には、石垣に対し、新見市議会議員の山口康史が立候補。山口は健闘したものの、石垣が強さを見せ3選を果たした。
2016年11月、石垣が林業作業中の事故のため倉敷市内の病院で死去。 
12月の選挙には、石垣の後継候補である新見市副市長の戎斉と、新見市議会議長の池田一二三が立候補。戎は連合岡山をはじめ、多くの組織から支援を受けたものの、接戦の末に池田が当選を果たした。
2020年の選挙には、池田と戎に加え、備北新聞社社長の仲田芳人が立候補。池田は再選を目指したが、戎に1,400票差あまりで敗れた。仲田は出遅れと知名度のなさが響いたが、健闘した。
本来であれば戎の任期は12月25日からであったが、現職の池田が市長選で敗れたため、辞職願を12月2日付けで市議会に提出。戎は12月8日付けで市長に就任した。
2024年の選挙には、戎と元新見市議会議長の石田實が立候補。戎は再選を目指したが、石田に304票差で敗れた。

## 歴代市長
- 石垣正夫（2005年4月～2016年11月）
- 池田一二三（2016年12月～2020年12月）
- 戎斉（2020年12月～2024年12月）
- 石田實（2024年12月～）

## 選挙結果
新見市長の任期は4年である。歴代当選者・改選時期は下表の通り。
2024年
- 2024年（令和6年）11月17日執行

※当日有権者数：22,733人 最終投票率：68.89%（前回比：-3.25pts）
| 候補者名 | 年齢 | 所属党派 | 新旧別 | 得票数  | 得票率 | 推薦・支持 |
| -------- | ---- | -------- | ------ | ------- | ------ | ---------- |
| 石田實   | 68   | 無所属   | 新     | 7,919票 | 50.98% |            |
| 戎斉     | 68   | 無所属   | 現     | 7,615票 | 49.02% |            |

2020年
- 2020年（令和2年）11月29日執行

※当日有権者数：24,698人 最終投票率：73.37%（前回比：＋1.23pts）
| 候補者名   | 年齢 | 所属党派 | 新旧別 | 得票数  | 得票率 | 推薦・支持 |
| ---------- | ---- | -------- | ------ | ------- | ------ | ---------- |
| 戎斉       | 64   | 無所属   | 新     | 8,814票 | 48.88% |            |
| 池田一二三 | 67   | 無所属   | 現     | 7,477票 | 41.46% |            |
| 仲田芳人   | 66   | 無所属   | 新     | 1,742票 | 9.66%  |            |

2016年
- 2016年（平成28年）12月25日執行

※当日有権者数：26,511人 最終投票率：72.14%（前回比：－8.61pts）
| 候補者名   | 年齢 | 所属党派 | 新旧別 | 得票数  | 得票率 | 推薦・支持       |
| ---------- | ---- | -------- | ------ | ------- | ------ | ---------------- |
| 池田一二三 | 63   | 無所属   | 新     | 9,911票 | 52.04% |                  |
| 戎斉       | 60   | 無所属   | 新     | 9,134票 | 47.96% | （推薦）連合岡山 |

2013年
- 2013年（平成25年）4月14日執行

※当日有権者数：27,409人 最終投票率：80.75%（前回比：－3.89pts）
| 候補者名 | 年齢 | 所属党派 | 新旧別 | 得票数   | 得票率 | 推薦・支持 |
| -------- | ---- | -------- | ------ | -------- | ------ | ---------- |
| 石垣正夫 | 72   | 無所属   | 現     | 13,019票 | 59.47% |            |
| 山口康史 | 49   | 無所属   | 新     | 8,874票  | 40.53% |            |

2009年
- 2009年（平成21年）4 月12日執行

※当日有権者数：24,351人 最終投票率：84.64%（前回比：－2.20pts）
| 候補者名 | 年齢 | 所属党派 | 新旧別 | 得票数   | 得票率 | 推薦・支持 |
| -------- | ---- | -------- | ------ | -------- | ------ | ---------- |
| 石垣正夫 | 68   | 無所属   | 現     | 13,728票 | 56.38% |            |
| 梅田和男 | 57   | 無所属   | 新     | 10,623票 | 43.62% |            |

2005年
- 2005年（平成17年）4月24日執行

※当日有権者数：30,097人 最終投票率：86.84%（前回比：-pts）
| 候補者名 | 年齢 | 所属党派 | 新旧別 | 得票数   | 得票率 | 推薦・支持 |
| -------- | ---- | -------- | ------ | -------- | ------ | ---------- |
| 石垣正夫 | 64   | 無所属   | 新     | 13,095票 | 50.74% |            |
| 梅田和男 | 53   | 無所属   | 新     | 12,714票 | 49.26% |            |